# Public Enemy

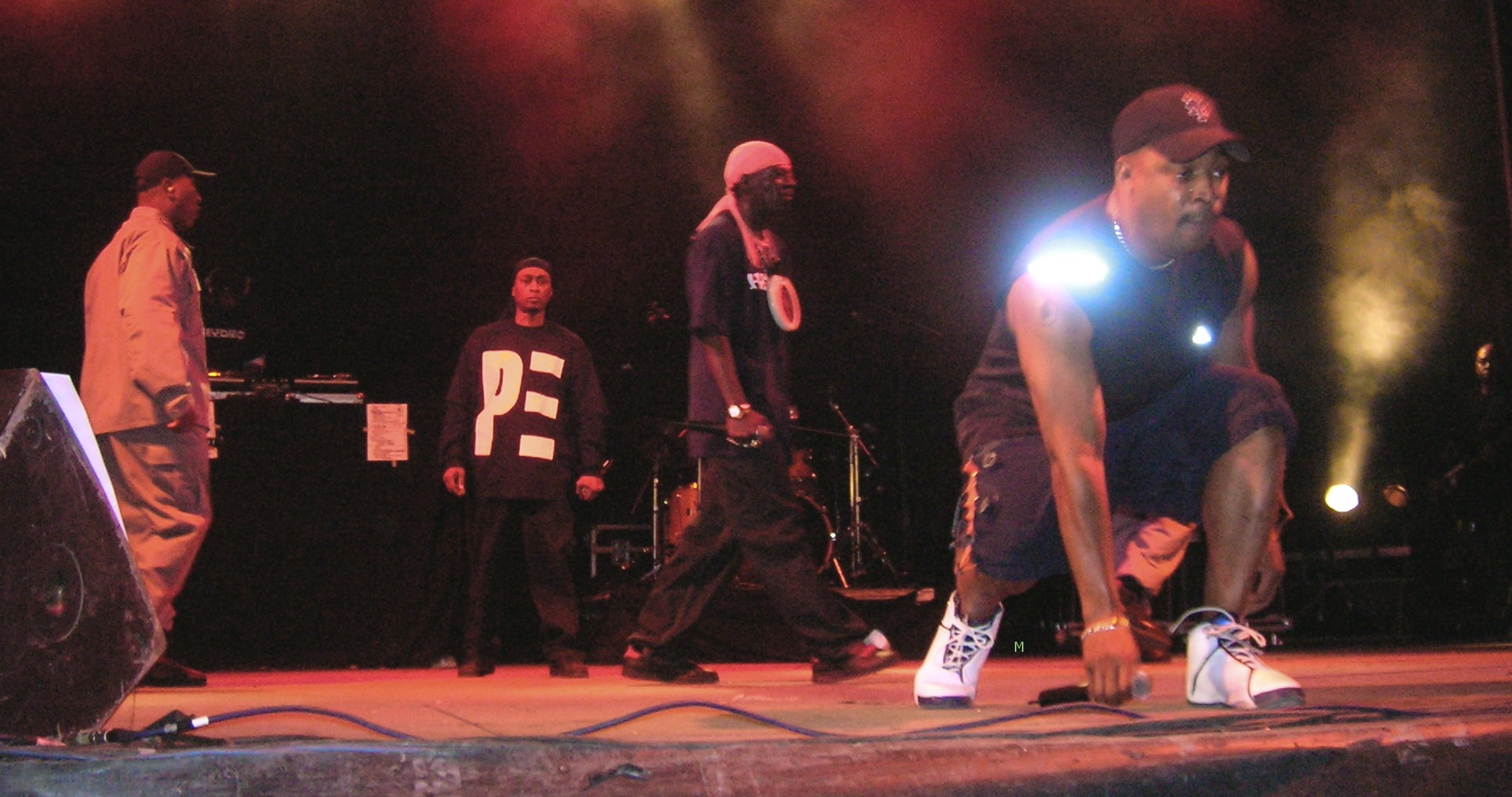
На концерті у 2006 році.

Public Enemy (або PE) — заснований у 1982 році відомий музичний гурт, впливовий хіп-хоп-колектив з Лонг-Айленда. Славу здобули завдяки політизованим текстам, які сповнені критики ЗМІ та політичного режиму США. Активно висвітлюють проблеми афро-американців.

## Дискографія

### Студійні альбоми
- 1987 — Yo! Bum Rush the Show
- 1988 — It Takes a Nation of Millions to Hold Us Back (48-й у Списку 500 найкращих альбомів усіх часів за версією журналу Rolling Stone)
- 1990 — Fear of a Black Planet
- 1991 — Apocalypse 91… The Enemy Strikes Black
- 1992 — Greatest Misses
- 1994 — Muse Sick-n-Hour Mess Age
- 1998 — He Got Game
- 1999 — There's a Poison Goin' On…
- 2002 — Revolverlution
- 2005 — New Whirl Odor
- 2006 — Rebirth of a Nation
- 2007 — How You Sell Soul to a Soulless People Who Sold Their Soul???
- 2012 — Most of My Heroes Still Don't Appear On No Stamp
- 2012 — The Evil Empire of Everything
- 2015 — Man Plans God Laughs
- 2017 — Nothing Is Quick in the Desert
- 2020 — Loud Is Not Enough (випущений під назвою Public Enemy Radio)
- 2020 — What You Gonna Do When the Grid Goes Down?

### Спільні альбоми
- 2006 — Rebirth of a Nation разом із Paris

### Саундтреки
- 1998 — He Got Game